# Сићево (Клина)
Сићево (алб. Siqevë) је насеље у општини Клина, Косово и Метохија, Република Србија.

## Становништво
| Демографија | Демографија | Демографија |
| Година      | Становника  | Становника  |
| ----------- | ----------- | ----------- |
| 1948.       | 649         |             |
| 1953.       | 685         |             |
| 1961.       | 865         |             |
| 1971.       | 1.170       |             |
| 1981.       | 1.416       |             |
| 1991.       | 1.587       |             |